# Grand Prix-wegrace van Duitsland 1970
De Grand Prix-wegrace van Duitsland 1970 was eerste race van wereldkampioenschap wegrace voor motorfietsen in het seizoen 1970. De race werd verreden op 3 mei 1970 op de Nordschleife van de Nürburgring nabij Nürburg. Deze Grand Prix kostte het leven aan Rob Fitton, die tijdens de trainingen tegen de geleiderail viel.

## Algemeen
De organisatie op de Nürburgring haalde zich de woede van de coureurs op de hals. Deze race werd gereden op de (toen nog) 21 km lange Nordschleife in het kader van de Eifelrennen. Tijdens de Eifelrennen werd zowel met auto's als met motorfietsen geracet. De motorcoureurs kregen slechts 1½ uur de tijd om de baan (zonder tijdwaarneming) te verkennen en daarna drie kwartier om te kwalificeren. Het was koud, mistig en nat en doordat er tussen de motorraces door ook nog trainingen en wedstrijden van de Formule 2 auto's plaatsvonden werd de baan nog eens extra glad. Bovendien kregen de autocoureurs 3½ uur trainingstijd.
Daar kwam nog bij dat de organisatie willekeurig startbewijzen uitdeelde. Beginnende maar goede coureurs kregen nauwelijks kans om te starten (en daardoor startgeld te verdienen), terwijl onbekwame Duitse rijders wel mochten starten. De Nederlander Theo Louwes ging al voor de races kwaad naar huis omdat hij alleen in de 500 cc klasse mocht starten. De vangrails, die voor de auto's noodzakelijk waren, waren voor motorrijders levensgevaarlijk. Al tijdens de trainingen schoot Rob Fitton onder de vangrail, waarbij hij een schedelbasisfractuur opliep en een been werd afgerukt. Fitton overleed nog dezelfde dag in het ziekenhuis.
De meeste motorcoureurs besloten onder deze omstandigheden de races niet al te serieus te nemen en vooral voorzichtigheid te betrachten De Duitse coureurs konden met hun circuitkennis en hun motivatie in hun thuisrace beter uit de voeten, maar dat gold ook voor een aantal coureurs dat al weken rond de Nürburgring gekampeerd had. Er gebeurden veel ongelukken en na de races lagen er diverse zwaargewonde coureurs in het ziekenhuis van Adenau. Giacomo Agostini leidde de protesten bij de FIM en dreigde zelfs met een proces.

## 500 cc
In Duitsland was veel hoop gevestigd op de Münch-URS viercilinders. Ferdi Kaczor en Karl Hoppe waren er in de Grand Prix van Oostenrijk (niet meetellend voor het WK) eerste en tweede mee geworden, maar in de Duitse Grand Prix sloeg de motor van Kaczor over, waardoor hij slechts veertiende werd. Karl Hoppe werd vierde, uiteraard verslagen door Giacomo Agostini met zijn snelle MV Agusta 500 3C, maar ook door de toch vrij eenvoudige Seeley's van Alan Barnett en Tommy Robb.

### Uitslag 500 cc
| Pos | Coureur             | Merk          | Tijd         | Punten |
| --- | ------------------- | ------------- | ------------ | ------ |
| 1   | Giacomo Agostini    | MV Agusta     | 1h 04' 55" 7 | 15     |
| 2   | Alan Barnett        | Seeley        | +2' 52" 3    | 12     |
| 3   | Tommy Robb          | Seeley        | +3' 47" 8    | 10     |
| 4   | Karl Hoppe          | Münch-URS     | +4' 46"      | 8      |
| 5   | Ginger Molloy       | Bultaco       | +5' 04" 8    | 6      |
| 6   | Walter Rungg        | Aermacchi     | +5' 30" 2    | 5      |
| 7   | Martti Pesonen      | Yamaha        | +5' 55" 8    | 4      |
| 8   | Ernst Hiller        | Kawasaki      | +6' 20" 1    | 3      |
| 9   | Billie Nelson       | Hannah Paton  | +6' 39" 9    | 2      |
| 10  | Terry Dennehy       | Drixton-Honda | +6' 48" 6    | 1      |
| 11  | Gyula Marsovszky    | Linto         |              |        |
| 12  | Heinrich Rosenbusch | Linto         |              |        |
| 13  | onbekend            |               |              |        |
| 14  | Ferdi Kaczor        | Münch-URS     |              |        |
| DNS | Theo Louwes         | Yamaha        |              |        |

## 350 cc
In de 350 cc race kon Renzo Pasolini niet starten. Hij was tijdens een privétraining met een Benelli 650 gevallen. Zijn vervanger op de Benelli viercilinder werd Kel Carruthers. Carruthers zat voor het eerst op de 350 cc Benelli en voelde er niets voor om onder de omstandigheden zoals die op de Nordschleife waren erg veel druk op Giacomo Agostini uit te gaan oefenen. Hij berustte in de tweede plaats, die hij gemakkelijk kon halen. Chas Mortimer werd met een Yamaha TR 2 derde.

### Uitslag 350 cc
| Pos | Coureur            | Merk              | Tijd         | Punten |
| --- | ------------------ | ----------------- | ------------ | ------ |
| 1   | Giacomo Agostini   | MV Agusta         | 1h 07' 45" 7 | 15     |
| 2   | Kel Carruthers     | Benelli           | +3' 37" 6    | 12     |
| 3   | Chas Mortimer      | Yamaha            | +4' 55" 5    | 10     |
| 4   | Karl Hoppe         | Yamaha            | +5' 30" 2    | 8      |
| 5   | Hans-Dieter Görgen | Yamaha            | +5' 32" 2    | 6      |
| 6   | Jim Curry          | Drixton-Aermacchi | +5' 32" 6    | 5      |
| 7   | Walter Rungg       | Aermacchi         | +5' 33" 9    | 4      |
| 8   | Walter Scheimann   | Yamaha            | +7' 41" 3    | 3      |
| 9   | Billie Nelson      | Yamaha            | +8' 48" 4    | 2      |
| 10  | Walter Sommer      | Yamaha            | +9' 22" 4    | 1      |
| DNS | Renzo Pasolini     | Benelli           | blessure     |        |

## 250 cc
In de 250 cc race ging Phil Read (Yamaha) korte tijd aan de leiding, maar hij kreeg schakelmoeilijkheden en viel uit. De kop werd overgenomen door Kel Carruthers (Yamaha), die een flinke voorsprong opbouwde en won voor Klaus Huber (Yamaha) en Chas Mortimer (Yamaha).

### Uitslag 250 cc
| Pos | Coureur             | Merk   | Tijd            | Punten |
| --- | ------------------- | ------ | --------------- | ------ |
| 1   | Kel Carruthers      | Yamaha | 1h 09' 26" 2    | 15     |
| 2   | Klaus Huber         | Yamaha | +22" 1          | 12     |
| 3   | Chas Mortimer       | Yamaha | +22" 4          | 10     |
| 4   | Walter Sommer       | Yamaha | +1' 45" 3       | 8      |
| 5   | Heinrich Rosenbusch | Yamaha | +1' 50" 5       | 6      |
| 6   | Jarno Saarinen      | Yamaha | +1' 55"         | 5      |
| 7   | Lothar John         | Yamaha | +3' 10" 2       | 4      |
| 8   | Gyula Marsovszky    | Yamaha | +3' 10" 2       | 3      |
| 9   | László Szabó        | MZ     | +3' 13" 2       | 2      |
| 10  | Teuvo Länsivuori    | Yamaha | +3' 15" 9       | 1      |
| DNF | Phil Read           | Yamaha | versnellingsbak |        |
| DNF | Rodney Gould        | Yamaha |                 |        |
| DNF | Santiago Herrero    | Ossa   |                 |        |

## 125 cc
Ángel Nieto startte in Duitsland voor het eerst met een nieuwe Derbi tweecilinder, ditmaal een meer conventioneel ontwerp met twee naast elkaar liggende cilinders (eerder had hij een tweecilinder met twee krukassen getest). De machine miste nog betrouwbaarheid en hij werd er slechts dertiende mee. De race werd gewonnen door John Dodds (Aermacchi), voor Heinz Kriwanek (Rotax) en Walter Sommer (Yamaha).

### Uitslag 125 cc
| Pos | Coureur                 | Merk      | Tijd         | Punten |
| --- | ----------------------- | --------- | ------------ | ------ |
| 1   | John Dodds              | Aermacchi | 1h 02' 32" 9 | 15     |
| 2   | Heinz Kriwanek          | Rotax     | +6" 3        | 12     |
| 3   | Walter Sommer           | Yamaha    | +22" 8       | 10     |
| 4   | Toni Gruber             | Maico     | +40" 9       | 8      |
| 5   | Otello Buscherini       | Villa     | +1' 08"      | 6      |
| 6   | László Szabó            | MZ        | +1' 26" 3    | 5      |
| 7   | Siegfried Möhringer     | Yamaha    | +2' 10" 8    | 4      |
| 8   | Herbert Mann            | MZ        | +2' 47" 1    | 3      |
| 9   | Günter Bartusch         | MZ        | +3' 09" 2    | 2      |
| 10  | Hans-Joachim Dittberner | Honda     | +3' 48" 8    | 1      |
| 11  | Luigi Rinaudo           | Aermacchi |              |        |
| 12  | onbekend                |           |              |        |
| 13  | Ángel Nieto             | Derbi     |              |        |

## 50 cc
Tijdens de Duitse Grand Prix was het nat en glad en slechts weinig coureurs kenden de baan goed. Derbi-coureur Ángel Nieto kampeerde al weken bij de Nordschleife. Hij won de 50 cc race met overmacht, maar zijn grootste concurrenten, de Nederlanders Jan de Vries, Aalt Toersen en Jos Schurgers, deden het op dit gevaarlijke circuit rustig aan. Rudolf Kunz (Kreidler) werd tweede en Gilberto Parlotti (Tomos) werd derde.

### Uitslag 50 cc
| Pos | Coureur           | Merk              | Tijd      | Punten |
| --- | ----------------- | ----------------- | --------- | ------ |
| 1   | Ángel Nieto       | Derbi             | 39' 30" 7 | 15     |
| 2   | Rudolf Kunz       | Kreidler          | +50" 1    | 12     |
| 3   | Gilberto Parlotti | Tomos             | +53" 9    | 10     |
| 4   | Salvador Cañellas | Derbi             | +2' 35" 5 | 8      |
| 5   | Eugenio Lazzarini | Morbidelli        | +3' 06" 9 | 6      |
| 6   | Otello Buscherini | Honda             | +3' 10" 2 | 5      |
| 7   | Manfred Bernsee   | Maico             |           | 4      |
| 8   | Aalt Toersen      | Jamathi           |           | 3      |
| 9   | Harald Bartol     | Kreidler          |           | 2      |
| 10  | Jos Schurgers     | Van Veen-Kreidler |           | 1      |
| DNF | Jan de Vries      | Van Veen-Kreidler |           |        |

## Zijspanklasse
Klaus Enders/Wofgang Kalauch (BMW) waren de snelsten in Duitsland, maar vielen na vier ronden uit. Ook Helmut Fath/Josef Huber (Fath) moesten de strijd staken, net als Siegfried Schauzu/Horst Schneider (Apfelbeck-BMW). Georg Auerbacher/Hermann Hahn (BMW) wonnen, Heinz Luthringshauser/Hans-Jürgen Cusnik (BMW) werden tweede en Richard Wegener/Adi Heinrichs (BMW) werden derde.

### Uitslag zijspanklasse
| Pos | Coureur               | Bakkenist          | Merk          | Tijd      | Punten |
| --- | --------------------- | ------------------ | ------------- | --------- | ------ |
| 1   | Georg Auerbacher      | Hermann Hahn       | BMW           | 56' 44" 8 | 15     |
| 2   | Heinz Luthringshauser | Hans-Jürgen Cusnik | BMW           | +57" 2    | 12     |
| 3   | Richard Wegener       | Adi Heinrichs      | BMW           | +1' 57" 4 | 10     |
| 4   | Tony Wakefield        | John Flaxman       | BMW           | +1' 59" 8 | 8      |
| 5   | Siegfried Maier       | Siegfried Brauning | BMW           | +4' 07" 2 | 6      |
| 6   | Egon Schons           | Karl Lauterbach    | BMW           | +5' 32" 2 | 5      |
| 7   | Gerhard Müller        | Willy Buchecker    | BMW           |           | 4      |
| 8   | Colin Hornby          | Mike Griffiths     | BMW           |           | 3      |
| 9   | Willy Emrich          | Rolf Emrich        | BMW           |           | 2      |
| 10  | Graham Milton         | John Thornton      | BMW           |           | 1      |
| DNF | Klaus Enders          | Wolfgang Kalauch   | BMW           |           |        |
| DNF | Helmut Fath           | Josef Huber        | Münch-URS     |           |        |
| DNF | Siegfried Schauzu     | Horst Schneider    | Apfelbeck-BMW |           |        |

1925 · 1926 · 1927 · 1928 · 1929 · 1930 · 1931 · 1933 · 1934 · 1935 · 1936 · 1937 · 1938 · 1939 · 1949 · 1950 · 1951 · 1952 · 1953 · 1954 · 1955 · 1956 · 1957 · 1958 · 1959 · 1960 · 1961 · 1962 · 1963 · 1964 · 1965 · 1966 · 1967 · 1968 · 1969 · 1970 · 1971 · 1972 · 1973 · 1974 · 1975 · 1976 · 1977 · 1978 · 1979 · 1980 · 1981 · 1982 · 1983 · 1984 · 1985 · 1986 · 1987 · 1988 · 1989 · 1990 · 1991 · 1992 · 1993 · 1994 · 1995 · 1996 · 1997 · 1998 · 1999 · 2000 · 2001 · 2002 · 2003 · 2004 · 2005 · 2006 · 2007 · 2008 · 2009 · 2010 · 2011 · 2012 · 2013 · 2014 · 2015 · 2016 · 2017 · 2018 · 2019 · 2021 · 2022 · 2023 · 2024 · 2025 · 2026